# Nicia
Nicia, figlio di Nicerato del demo di Cidantide (in greco antico: Νικίας?, Nikías; Atene, 470 a.C. – Siracusa, 413 a.C.), è stato un militare e politico ateniese.
Membro del partito aristocratico, ricoprì più volte la strategia ed è noto per aver stipulato la pace che concluse la guerra archidamica, prima fase della guerra del Peloponneso oltre che per aver guidato la Spedizione ateniese in Sicilia, che gli fu fatale.

## Fonti
Le principali fonti sulla Vita di Nicia sono Tucidide (Guerra del Peloponneso) e Plutarco (Vite Parallele). Quest'ultimo cita come sue fonti principali i due storici siciliani Filisto e Timeo.
Mentre Tucidide, che conobbe Nicia di persona ed è contemporaneo degli avvenimenti, lo descrive come una figura tragica che l'iniziale buona sorte spinge poi all'immeritato disastro; Plutarco, forse sulla scorta delle sue fonti, lo accusa più esplicitamente di essere un codardo e di essere succube di superstizioni e Auguri. Nell'episodio dell'Eclissi, mentre Tucidide punta il dito sugli auguri, Plutarco ritiene che a costringere l'esercito ad attendere "tre volte nove giorni" prima di iniziare la ritirata sia stato solo Nicia.

## Biografia

### Origini familiari
Nato nel 470 ad Atene da Nicerato del demo di Cidantide, Nicia apparteneva ad una casata aristocratica ed era uno dei cittadini più in vista di Atene con un patrimonio di oltre 100 talenti d'argento, dal momento che la sua famiglia aveva diritti di sfruttamento delle assai redditizie miniere d'argento del Laurio che gestiva mediante l'impiego di schiavi il cui numero superava il migliaio.
Non è noto il nome della moglie ma si conosce l'esistenza di un fratello, Eucrate, e di un figlio, Nicerato, citato anche nel dialogo di Platone La Repubblica e che fu ucciso dai Trenta.

### Carriera politica
Collega di Pericle, dopo la morte di questi, nel 428 a.C., divenne stratego grazie al forte appoggio da parte dei ricchi e degli aristocratici che ne fecero il proprio baluardo contro la politica demagogica di Cleone; in ogni caso non gli mancarono la stima o l'appoggio popolare in virtù alla sua indole, descritta da Plutarco nei seguenti termini:
(Plutarco, 2.4-5-6)
In seguito Plutarco aggiunse che, data la sua grande ricchezza, Nicia aveva sempre attorno a sé gente che chiedeva danaro e lo otteneva sia perché beneficiava chi se lo meritasse sia per timore e che pertanto era oggetto di diverse parodie comiche.
Nicia, fu, infine, celebrato per la sua munificenza che, per fasto e lusso, superò tutti i predecessori e contemporanei: delle sue numerose offerte votive è nota una statua dorata di Pallade, collocata sull'Acropoli e l'edicola nel recinto sacro di Dioniso sormontata dai tripodi ottenuti nelle gare teatrali in cui fu corego e in cui non fu mai sconfitto.
Di lui si ricordano le splendide cerimonie organizzate a Delo. Infatti, a differenza delle delegazioni delle altre città, quando guidò la processione, sbarcò a Renea con il coro, le vittime sacrificali ed il resto del corredo portando un ponte da lui fatto costruire ad Atene adorno di pitture, drappi, festoni con cui, durante la notte, congiunse il breve tratto di mare tra Renea e Delo. La mattina attraversò il ponte in testa alla processione diretta al tempio per poi piantare una palma di bronzo come offerta al dio.

### Successi militari
Sebbene accusato di debolezza, si distinse più volte nella strategia per una serie di successi nella guerra archidamica, riuscendo con la sua condotta prudente, talvolta però tacciata di viltà, ad evitare sconfitte ed a non rendersi inviso al popolo ateniese, sempre sospettoso degli aristocratici.
Nel 427 a.C., condusse una spedizione contro l'isola di Minoa, arida ma strategicamente importante, posta di fronte a Megara e la conquistò poi, l'anno seguente, con una flotta di 60 triremi e 2.000 opliti, devastò e saccheggiò le campagne dell'isola di Milo, la Locride e tornò ad Atene.
Nel 425, quando gli spartani attaccarono per terra e mare la piazzaforte ateniese di Pilo, fortificata poco tempo prima da Demostene, nella battaglia che divampò, un contingente di 400 opliti spartani, rimase tagliato fuori sull'isola di Sfacteria. Gli ateniesi, ritennero che la cattura sarebbe stata un grande successo ma l'assedio presentava forti difficoltà sia per la scarsità d'acqua sia per la necessità di trasportare i rifornimenti da lontano e con viaggio dispendioso che d'inverno risultava estremamente pericoloso.
Per salvare i propri compatrioti, gli spartani avevano chiesto un armistizio agli ateniesi che però, nonostante lo zelo di Nicia, allora stratego, non si era tramutato in pace a causa dell'ostilità di Cleone. Quando l'assedio iniziò a complicarsi, pertanto, gli ateniesi si adirarono con Cleone il quale in un'assemblea riversò la colpa su Nicia accusandolo di lasciarsi sfuggire i nemici con la sua fiacchezza e millantò che al suo posto avrebbe conquistato l'isola in venti giorni. Nicia, allora, volendo definitivamente smascherare l'inconsistenza dell'avversario, si alzò e gli cedette il comando e poiché Cleone nicchiava, gli impose di prendere il mare con tutte le truppe che desiderava mentre l'assemblea lo scherniva.
Tuttavia, i pronostici di Nicia furono capovolti quando Cleone entro il termine di venti giorni che si era stabilito riportò ad Atene, prigionieri, tutti gli spartani che si erano arresi dopo la battaglia.
Questo fu un grave colpo per la reputazione di Nicia dal momento che a molti sembrò, assai più che "gettare lo scudo", vergognoso e disonorevole aver rinunciato volontariamente al comando, porgendo all'avversario l'occasione di un così grande trionfo di cui poi la città avrebbe pagato le spese data la presunzione e l'audacia incontrollabile di Cleone.
Ebbe modo di rifarsi, quando, nello stesso anno, coadiuvato da due colleghi, ottenne il comando della spedizione contro Corinto. La battaglia, a lungo incerta, si risolse dopo molte ore quando gli ateniesi caricarono con l'intera cavalleria infliggendo pesanti perdite ai nemici e tra di essi lo stesso comandante, Licofronte. Poi, appreso l'arrivo di un nuovo esercito nemico, Nicia si ritirò dopo aver fatto seppellire i morti. Dopo poco, però, si ricordò di aver lasciato insepolti due dei suoi commilitoni e pertanto preferì rinunciare all'onore della vittoria inviando un araldo per chiedere di seppellirli.
Ciò fatto, proseguì verso Crommione di cui devastò il territorio e si diresse fino al territorio di Epidauro, approdò a Metana a mezza via tra Epidauro e Trezene, conquistò l'istmo della penisola, sulla quale sorge Metana, fece erigere un forte da cui per un certo periodo fece partire scorribande nelle contrade di Trezene, Ali ed Epidauro. Infine, dopo aver perfezionati i dispositivi di difesa, ricondusse l'esercito in patria.
Nel 424, Nicia, riottenne la strategia e condusse con due colleghi una spedizione contro le coste della Laconia durante la quale occupò facilmente l'isola di Citera essendosi messo in contatto con alcuni degli abitanti. Poi, posta una guarnigione, devastò le coste della Laconia per sette giorni, conquistò Terea ove gli si erano rifugiati gli abitanti di Egina e la distrusse; quanto agli abitanti, furono condannati a morte.
L'anno seguente, insieme a Nicostrato, Nicia, fu inviato nella Calcidica per controllare i movimenti del generale spartano Brasida. Insieme al collega, Nicia, rinsaldò il possesso di Mende e pose sotto assedio Scione ed avviò trattative diplomatiche con Perdicca, re di Macedonia ed infine tornò ad Atene.

### Ruolo nelle trattative di pace
Poi, però, Cleone, continuando la sua politica aggressiva, condusse gli ateniesi al disastro di Anfipoli che aprì le porte alle trattative con Sparta la quale, nondimeno, si trovava in forti difficoltà per via della frequenti rivolte degli iloti.
In ogni caso, Nicia, insieme al re spartano Plistoanatte, fu tra i principali fautori della pace e contribuì in modo determinante alla stesura del trattato che poneva fine alla guerra archidamica o prima parte della guerra del Peloponneso, tuttora convenzionalmente chiamata pace di Nicia. Scrive Tucidide:
(Tucidide, Guerra del Peloponneso, V, 16)

### La spedizione contro Siracusa

#### Preparativi

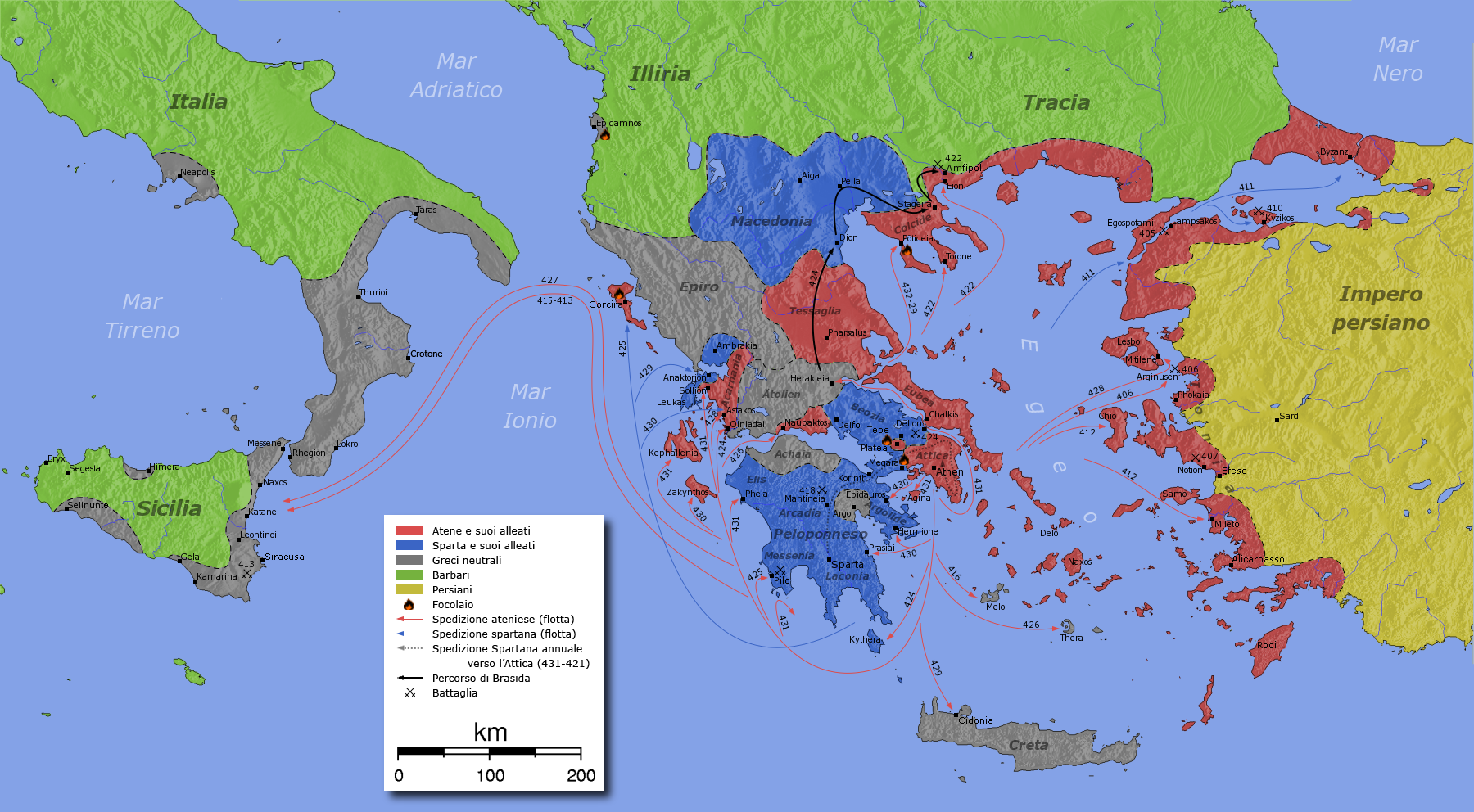
Il mondo greco al tempo della guerra del Peloponneso.

All'apice del suo successo politico e militare, Nicia poteva sperare di godersi i suoi successi e le sue ricchezze a lungo. Personalmente favorevole ad una alleanza con gli Spartani, fu spinto su posizioni sempre più moderate dalla politica aggressiva dei Demagoghi e di Alcibiade che sfociò nella spedizione contro Siracusa.
(Tucidide, VI, 9: parte dell'orazione tenuta da Nicia contro la Spedizione in Sicilia.)
Della spedizione in Sicilia, Nicia, peraltro prosseno di Siracusa, fu uno dei più strenui avversari sia poiché riteneva poco saggio sguarnire Atene e gli alleati per un conflitto lontano sia poiché era certo della precarietà della pace stipulata con Sparta (in effetti, il trattato non era stato ratificato da numerosi alleati della Lega Peloponnesiaca) e che questa avrebbe potuto riprendere il conflitto ed infine poiché, anche qualora la Sicilia fosse stata conquistata, sarebbe stato difficile mantenerla sotto il controllo ateniese specialmente dopo le perdite subite nell'epidemia del 430 a.C..
Tale discorso, tuttavia, non poté eguagliare quello di Alcibiade per cui Nicia tentò di distogliere gli ateniesi o quanto meno di avere mezzi maggiori per la campagna esponendo pressanti richieste di uomini e mezzi ma, neppure ciò servì allo scopo; infatti, gli Ateniesi, accesi dall'entusiasmo disposero l'invio di un contingente addirittura doppio rispetto a quello richiesto da Nicia ch'egli aveva quantificato in 100 triremi, 5.000 opliti tra ateniesi e alleati, reparti di frombolieri e arcieri ateniesi e cretesi.
Di conseguenza, sebbene avesse avversato la spedizione e pur adducendo problemi di nefrite o calcolosi renale (male che lo avrebbe tormentato durante tutta la campagna militare siciliana), non poté evitare di esserne messo a capo insieme ad Alcibiade e a Lamaco.

#### Sbarco in Sicilia
La spedizione iniziò con i peggiori auspici poiché non passò molto tempo che i tre strateghi iniziarono a litigare sulla strategia da assumere: Lamaco era d'avviso di puntare direttamente su Siracusa per assaltarla prima ancora che potesse addestrare le proprie milizie; Alcibiade riteneva opportuno staccare da Siracusa le città alleate per poi predisporre l'assedio; Nicia, invece, propendeva per inviare un distaccamento in aiuto a Segesta, far mostra di forza e ritornare ad Atene.
Vinse il parere di Nicia che inviò Alcibiade e 60 navi ad occupare il porto di Catania ma costui, poco tempo dopo, incalzato dallo scandalo delle Erme, fuggì presso gli spartani.
Pertanto, rimasto praticamente solo al comando, Nicia decise di navigare attorno alle coste sicule per rafforzare il morale dell'esercito ma poi, dopo un breve tentativo di occupare la città di Ibla, tornò a Katane, praticamente con un nulla di fatto.
Passata l'estate, venuto a sapere che i Siracusani ormai si preparavano all'offensiva, Nicia decise di navigare in tutta fretta verso Siracusa per predisporne l'assedio e, allo scopo di garantirsi una maggiore sicurezza, inviò ai nemici un falso messaggero per consigliare loro di avanzare su Catania e quindi di conquistarla.
Con tale stratagemma, Nicia ottenne quanto voluto: mentre l'intera armata dei siracusani si recava a Catania, gli ateniesi poterono sbarcare indisturbati ed aspettare il nemico. I siracusani, accortisi dell'inganno, richiamarono l'esercito che tentò, senza esito alcuno, di riconquistare le posizioni.
In ogni caso, Nicia non sfruttò il successo e preferì ritrarsi a Nasso incurante del fatto che i siracusani fossero usciti e avessero saccheggiato il territorio di Catania e bruciato l'accampamento estivo degli ateniesi.

#### Assedio di Siracusa
| 1. Siracusa 2. Porto grande 3. Porto piccolo 4. Cava 5. Doppio muro ateniese 6. Anello 7. Labdalo | 1. Muraglia non completata 2. Contromuro 3. Olympeion 4. Plemmyrion 5. Eurialo 6. Palude |

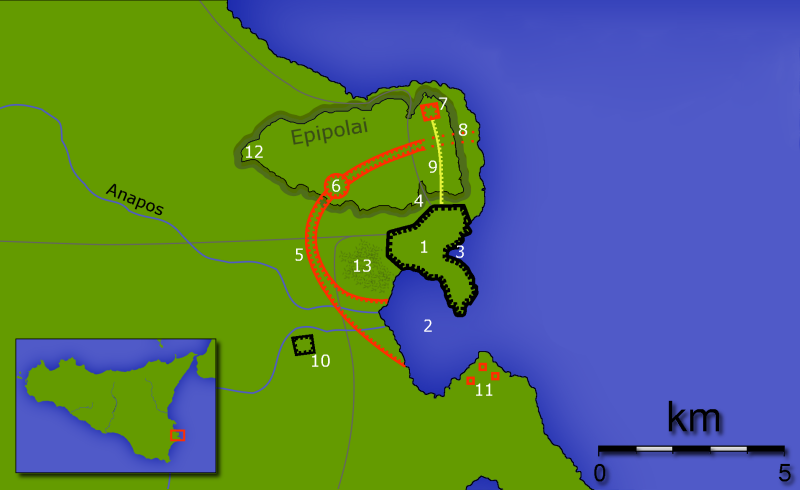
Mappa dell'assedio ateniese a Siracusa. Risultano visibili il doppio muro ateniese (5) e il contromuro difensivo siracusano (9).

A seguito di ciò, Nicia mosse a tappe forzate verso Siracusa, sbarcò a Thapsos e conquistò di sorpresa la collina dell'Epipole, postazione strategica che dominava gli accessi a Siracusa, riuscendo in tale impresa a sconfiggere i reparti scelti e la cavalleria siracusana, assai temuta tra i greci.
Poi, nonostante le difficoltà tecniche, la presenza di paludi ed il terreno aspro, riuscì a cingere la città di Siracusa con un vallo anche se non poté completare l'impresa a causa della costruzione di un contromuro da parte degli assediati. In questi scontri Nicia ebbe modo di distinguersi specialmente quando, rimasto solo con alcuni attendenti mentre Lamaco affrontava la cavalleria nemica (morendo poi nello scontro), riuscì a respingere il contrattacco dei Siracusani incendiando parte del materiale da costruzione.
In ogni caso, confidando eccessivamente nelle circostanze e nelle trattative da lui condotte con i maggiorenti di Siracusa per trattare la resa, pur essendo stato avvertito dell'avvicinarsi di Gilippo, sottovalutò lui e le sue truppe, giudicandole di scarso numero ed efficacia.
Questo fu un grave errore: Gilippo, inviati messaggeri a Siracusa, convinse la città a non cedere poi, una volta entrato in città, riprese l'offensiva; il primo scontro fu un completo insuccesso, data l'indisciplina dei siracusani, ma poi l'esercito ateniese subì una dura disfatta ed il muro ossidionale fu troncato in diversi punti.
L'insuccesso indebolì non poco la posizione degli Ateniesi poiché l'esercito ateniese subì numerose perdite e Gilippo riuscì a convincere altre città sicileote a portare soccorso a Siracusa.
Di conseguenza Nicia, scoraggiato e scettico sul buon esito dell'impresa, scrisse agli ateniesi per chiedere copiosi rinforzi o per ritirare l'esercito ed in ogni caso sollecitava l'esonero dal comando per l'aggravamento della malattia.
Gli ateniesi, istigati dal partito più radicale, optarono per l'invio di una seconda spedizione, rifiutarono l'esonero per Nicia e promossero Eutidemo e Menadro come colleghi dello stratego, in attesa dell'arrivo della seconda spedizione, capitanata da Demostene.
La situazione, frattanto, peggiorava rapidamente specialmente per la perdita del Plemmirio, posizione strategica che consentiva di bloccare l'accesso al porto di Siracusa nonché luogo ove gli ateniesi conservavano danaro e le attrezzature per la flotta.
La vittoria indusse i siracusani, rianimati dagli aiuti e guidati con mano ferma dal professionista spartano, a rafforzare ulteriormente la flotta in modo da ingaggiare uno scontro navale e, se possibile, rompere il blocco prima dell'arrivo dei rinforzi ateniesi. Nicia, consapevole di ciò, mantenne la flotta nei pochi approdi sicuri ma Meandro ed Eutidemo, freschi di nomina, bramosi di compiere una qualche brillante impresa prima che giungessero i rinforzi, diedero battaglia e subirono un'atroce disfatta.
Finalmente giunsero i rinforzi, 73 navi, 5000 opliti, 3000 giavellottisti, arcieri e frombolieri, che atterrirono sia i Siracusani sia Nicia che propendeva per una strategia attendista e cauta; al primo consiglio di guerra Demostene sollecitò un attacco risolutivo o la ritirata lasciando sgomento Nicia il quale consigliava di mantenere stretto il blocco e aspettare che la città, sfiduciata e priva di risorse accettasse quella resa che già diversi aristocratici trattavano segretamente con Nicia.
Tali consigli, tuttavia, furono rigettati da Demostene e dagli altri colleghi: la notte, gli ateniesi compirono una sortita riuscendo a riconquistare le posizioni occupate dai siracusani finché non intervennero nello scontro i Beoti i quali, serrate le file, contrattaccarono riuscendo a respingere gli ateniesi sulle posizioni di partenza.
Indeboliti dalle perdite e debilitati per le malattie, dovute alle paludi vicine, gli strateghi ateniesi, Demostene in particolare, iniziarono a pensare alla ritirata; Nicia, tuttavia, confidando nei suoi contatti a Siracusa, si oppose fermamente almeno finché non venne a conoscenza dell'arrivo di una seconda armata di rinforzo ai Siracusani.

#### L'eclissi di Luna e la ritirata

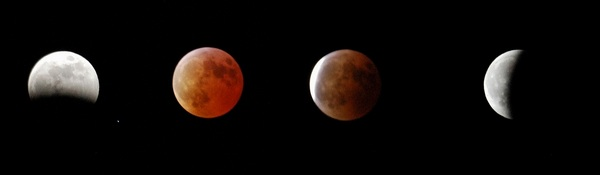
Le fasi di un'eclissi di Luna.

La partenza era ormai pronta quando, il 27 agosto del 413 a.C., si verificò un'eclissi di luna che suscitò il panico tra le truppe e Nicia, consultandosi con i suoi auguri, ritenne opportuno attendere il nuovo ciclo lunare non avendo visto la luna tornare limpida dopo il fenomeno.
La situazione, già precaria, precipitò sia poiché, in vista della partenza gli ateniesi avevano chiesto a Catania di sospendere il rifornimenti, sia per le malattie sia per gli attacchi del nemico che, durante uno scontro navale, riuscì ad affondare diverse navi ateniesi provocando forti perdite e, tra queste, lo stratego Eurimedonte.
Con la vittoria i siracusani avevano bloccato l'accesso del porto e Nicia e Demostene, per non perdere il resto della flotta, tentarono la controffensiva armando tutte le navi a loro disposizione con qualunque mezzo ma il risultato fu favorevole ai siracusani che avevano dalla loro il vantaggio dello spazio angusto che impediva la mobilità della flotta ateniese.
Infine, privi di mezzi, gli ateniesi si disposero alla ritirata, via terra, ma Nicia fu ingannato dal nemico: Ermocrate, infatti, comandante siracusano, inviò alcuni attendenti affinché lo esortassero a non mettersi in cammino di notte onde evitare il pericolo di agguati; Nicia, allora, posticipò alla mattina la partenza ignaro che gli avversari avevano avuto il tempo per uscire dalla città e porre presidi lungo i possibili passaggi percorribili dagli ateniesi.
Il giorno seguente, quindi, allo stremo delle forze, Nicia comandò la partenza ed assunse il comando dell'avanguardia mentre Demostene avrebbe guidato la retroguardia.

### Morte
La marcia degli ateniesi durò otto giorni finché, sconfitto un presidio siracusano sul guado del fiume Cacipari, le forze di Nicia avanzarono fino al fiume Erineo ma la retroguardia di Demostene, circondata dalla cavalleria siracusana, bersagliata a distanza e ormai decimata dagli attacchi fu costretta alla resa.
Nicia, senza sapere della resa di Demostene, distante oltre 30 stadi, proseguì la marcia con i suoi 8.000 opliti pesantemente armati per raggiungere le alte e franose sponde del fiume Asinaro.
Lungo gli argini dell'Asinaro, l'esercito di Nicia, circa 3000 opliti e la fanteria leggera, fu circondato da quello siracusano che, in combinazione con truppe di Agrigento, iniziò una serie di attacchi a distanza contro i resti dell'armata ateniese finché fu sterminata.
Nicia, catturato vivo nei pressi della Fattoria di Polyzelos, nonostante Gilippo desiderasse adornarne il suo trionfo al ritorno a Sparta, fu ucciso dagli strateghi siracusani, i quali probabilmente volevano evitare che le trattative segrete, andate avanti durante tutto l'assedio, venissero alla luce. 
(Tucidide, Guerra del Peloponneso, VII, 86)
Il suo esercito catturato in gran parte fu sterminato dalle malattie e dalla fame nelle Latomie presso Siracusa e, quando gli ateniesi eressero un monumento alla memoria dei caduti, omisero il nome di Nicia, essendosi arreso ai nemici.
I contraccolpi interni di questa sconfitta determinarono il crollo militare e civile di Atene.